# 프레스티지 (영화)
《프레스티지》(The Prestige)는 크리스토퍼 놀런 감독의 2006년 영국, 미국의 미스터리 스릴러 영화이다. 각본은 크리스토퍼 프리스트의 1995년 소설 The Prestige가 채택되었다.
크리스토퍼 놀란은 이 방탕한 미스터리에서 순간 이동 혁신가 니콜라 테슬라 역할에 보위를 염두에 두고 있었다. 보위는 처음에는 거절했지만, 놀란이 뉴욕까지 날아와 그의 마음을 바꾸었다.

## 줄거리
1890년대 런던에서 촉망받는 마술사 로버트 앤지어와 알프레드 보든은 모두 나이 든 마술사 밀턴의 조수로 일하며 밀턴의 엔지니어 존 커터의 멘토링을 받는다. 앤지어의 아내 줄리아는 밀턴의 조수로 일한다. 보든은 다른 마술사들을 혼란시키는 트릭을 만드는 기술에 능숙한 기술적인 마술사이고, 앤지어의 재능은 그의 쇼맨십으로 관객에게 스릴을 선사하는 것에 있다.
무대 위 사고로 줄리아가 익사한 후 두 남자는 쓰라린 라이벌이 된다. 수조 마술에서 매듭을 묶는 책임자였던 보든은 그날 밤 더 위험한 종류의 매듭을 묶었는지 모른다고 주장하여 앤지어를 격분시킨다. 그들은 각자의 길을 가고, 앤지어는 커터를 고용하여 자신의 연기를 돕는다. 커터는 새로운 조수 올리비아를 고용하고 앤지어는 그녀와 관계를 시작한다. 한편, 보든은 사라를 만나 결혼하고, 버나드 팰런이라는 알려지지 않은 엔지니어를 고용하여 마술사로서의 경력을 돕는데, 특히 그가 이전에 커터에게 언급했던 아무도 할 수 없다고 주장하는 걸작 마술을 돕는다. 사라는 곧 임신하고 딸 제스를 얻는다.
그들의 경력이 순조롭게 시작되면서 앤지어와 보든은 서로를 방해하며 불화를 키워나간다. 총알 잡기 마술을 시도하던 중, 보든과 팰런은 자원하여 총을 쏘는 변장한 앤지어를 알아보지 못하고 진짜 총알로 그를 쏴 보든은 손가락 두 개를 잃는다. 앤지어는 보든이 개막일에 그의 우리 마술을 방해하여 앤지어의 관객 중 한 명이 손가락을 부러뜨리자 무대 계약을 잃는다.
앤지어는 보복을 위해 보든의 쇼를 다시 방문하지만, 보든이 무대 한쪽 끝의 상자에서 반대편 상자로 순간이동하는 것처럼 보이는 '이동하는 남자'라는 새로운 마술을 선보이는 것에 놀란다. 앤지어는 그 마술의 비밀을 알아내기로 결심하지만, 커터의 제안에 따라 루트라는 닮은 사람을 사용하여 자신만의 새로운 버전인 '새로운 이동하는 남자'를 만든다. 새로운 버전이 더 좋은 평가를 받았음에도 불구하고, 앤지어는 "상자 안의 남자"가 되어 마술이 끝날 때 관객의 갈채를 받지 못하는 것에 불만스러워하며, 루트가 모든 박수갈채를 받는 동안 앤지어는 무대 아래에 숨어 있어야 했고, 보든의 비밀에 계속 집착한다. 앤지어는 올리비아를 설득하여 보든을 위해 일하고 스파이 노릇을 하게 하여 '이동하는 남자'를 공연하는 그의 비밀을 알아내려 하지만, 이는 올리비아가 앤지어에게서 멀어지게 하고, 결국 올리비아는 보든의 정부가 된다. 올리비아가 앤지어의 방법을 내부적으로 알고 있는 것을 이용하여 보든은 루트를 관객에게 노출시키고 앤지어가 다리를 부러뜨리게 하여 그를 더욱 격분시킨다.
보든은 올리비아의 도움으로 이제 '원조 이동하는 남자'라고 불리는 자신의 공연을 개선하고 성공을 이어간다. 올리비아로부터 보든의 암호화된 일기를 얻고 보든에게 그의 비밀을 밝히도록 강요하기 위해 팰런을 산 채로 묻은 후, 앤지어는 일기 해독 암호인 TESLA를 받는데, 보든은 그것이 자신의 마술 방법이라고 말한다. 그러나 이것은 앤지어를 쫓아내기 위한 거짓말이다.
앤지어는 과학자 니콜라 테슬라를 만나기 위해 콜로라도 스프링스에 도착하는데, 테슬라 자신도 과학자 토머스 에디슨과 쓰라린 라이벌 관계에 있다. 앤지어는 테슬라에게 대상을 순간이동시키는 기계를 만들어 달라고 요청하는데, 테슬라가 이미 보든을 위해 그런 장치를 만들었다고 믿기 때문이다. 수수께끼 같은 테슬라는 동의하고, 의도대로 작동하게 하는 데 약간의 문제가 있은 후 결국 기계를 만들지만, 사용에 대해 심각하게 경고하며 앤지어에게 그것이 오직 불행만 가져다줄 것이라고 말한다. 앤지어는 그럼에도 불구하고 그 기계를 가지고 런던으로 돌아와 그것을 사용하여 '진짜 이동하는 남자'를 공연하는데, 이는 그에게 전례 없는 인정을 가져다주는 정교한 버전의 마술이다.
보든의 개인적인 삶은 더 복잡해지는데, 딸 제스와 아내 사라(자신에게 무언가를 숨기고 있다고 느끼는)에 대한 책임, 올리비아와의 불륜, 그리고 특히 앤지어의 복귀와 '진짜 이동하는 남자' 마술에 대한 명성이 높아지면서 그의 마술 경력을 저글링해야 한다. 보든의 비밀스러운 성격을 견디지 못한 사라는 자살하고, 보든이 차갑게 반응하는 것을 본 올리비아는 그를 떠난다.
보든은 앤지어가 '진짜 이동하는 남자'를 어떻게 공연하는지 알아내는 데 집착한다. 앤지어의 방법은 보든과 팰런 모두를 혼란스럽게 하는데, 그들의 유일한 단서는 앤지어가 비밀 통로를 사용한다는 것이다. 보든은 앤지어 쇼 중 한 곳에서 무대 아래로 몰래 들어가 방법을 알아내려 하지만, 앤지어가 수조 안에서 익사하는 것을 보고 충격을 받는다. 보든은 앤지어의 명백한 살인 혐의로 체포되어 재판을 받는다. 그는 유죄 판결을 받고 사형을 선고받는다.
로드 캘들로를 대리하는 오웬스라는 변호사는 보든을 만나 그가 '이동하는 남자'를 공연한 방법에 대한 대가로 돈을 제안한다. 오웬스는 또한 보든에게 그가 동의하지 않으면 제스가 팰런의 보호에서 벗어나 작업장으로 보내질 것이라고 알려주며, 대신 제스는 앤지어의 소지품을 기념품으로 많이 구매한 부유한 캘들로의 보살핌을 받을 것이라고 확언한다. 보든이 자신의 비밀을 밝히기 전에 제스를 만나기를 요구하자, 로드 캘들로가 제스를 데리고 직접 보든을 방문한다. 보든은 충격에 휩싸이는데, 귀족 캘들로는 자신이 앤지어의 진짜 정체임을 드러내며, 보든이 비난받는 앤지어의 "죽음" 이후 부유한 로드로서의 원래 삶으로 돌아갔다고 말한다. 그는 보든에게 자신이 더 나은 마술사이며 제스를 입양할 것이라고 조롱한다. 보든은 감옥에서 자신의 비밀을 포기하지만, 그의 메모는 앤지어에게 읽히지도 않고 찢겨진다. 팰런은 보든이 처형되기 전에 감옥을 방문한 마지막 사람이다.
커터는 의도치 않게 앤지어의 진짜 정체가 캘들로임을 알아내고, 앤지어가 비밀리에 소유한 극장에서 테슬라의 기계를 파괴하는 것을 돕도록 마지못해 동원된다. 커터가 떠난 후, 정체불명의 인물이 극장으로 몰래 들어와 앤지어를 쏜다. 그 인물은 보든이고, 죽어가는 앤지어는 마침내 진실을 알게 된다: 알프레드 보든은 쌍둥이 형제들이 공유하는 단일 정체성이었다. 한 명이 공연하는 동안 다른 한 명은 팰런으로 위장하여 눈에 띄지 않게 숨어 있었고, 둘은 번갈아 가며 활동했다. 구별할 수 없게 하기 위해, 앤지어가 보든의 총알 잡기를 방해하여 그의 손가락 두 개를 쏘아 없앤 후 한 쌍둥이는 심지어 자신의 손을 절단해야 했다. 그들은 '이동하는 남자' 마술을 할 때 신분을 바꾼 것을 제외하고는 쌍둥이로 공개석상에 나타나지 않고 알프레드 보든의 삶의 절반씩을 살았다. 한 쌍둥이는 사라와 결혼했고, 다른 한 명은 올리비아를 사랑했는데, 사라만이 속임수를 감지하여 자살하게 되었다. 제스의 아버지인 형제는 팰런으로 살아남았고, 다른 형제는 보든으로 처형되었다.
앤지어는 마지막 순간에 테슬라 기계의 진정한 심각성을 밝힌다: 비록 대상을 순간이동시키는 데 성공했지만, 원본도 그대로 유지했다는 것이다. 테슬라가 해결할 수 없었던 기계의 결함이었다. 따라서 앤지어가 기계를 사용할 때마다 새로운 앤지어가 만들어졌다. 테슬라의 기계가 원본을 별도의 위치로 이동시키면서 원본 대신 복제본을 만들었는지, 아니면 원본을 그대로 둔 채 별도의 위치에 복제본을 만들었는지는 알 수 없다. 두 버전의 자신이 존재하는 것을 받아들이지 못한 앤지어는 무대 아래에 놓인 수조에 기계 속의 남자를 떨어뜨려 익사시키는 비밀 통로를 만들었다. 이 남자가 원본인지 복제본인지는 결코 알 수 없지만, 앤지어의 복수심에 찬 집착은 그에게 위험을 감수하고 매일 밤 마술을 공연하게 했고, 잠재적으로 매번 자살을 저질렀다. 그가 죽으면서 앤지어는 기름 램프를 넘어뜨려 극장에 불을 붙였고, 보든은 걸어 나간다.
보든의 작업실에서 커터는 제스에게 어떤 마술이든 가장 어렵고 마지막 부분은 마술사가 사라지게 한 물건을 다시 나타나게 하는 "프레스티지"라고 불리는 재등장이라고 설명한다. 그가 이것을 시연하자 보든이 작업실에 다시 나타나 제스를 다시 자신의 보호 아래 데려간다. 영화는 앤지어의 불타는 극장, 벽을 따라 그의 복제본 시체들이 담긴 수조들이 늘어서 있는 장면으로 끝난다.

## 출연
- 휴 잭맨 (Hugh Jackman) - 로버트 앤지어
- 크리스찬 베일 (Christian Bale) - 알프레드 보든
- 마이클 케인 (Michael Caine) - 커터
- 스칼렛 요한슨 (Scarlett Johansson) - 올리비아
- 파이퍼 페라보 (Piper Perabo) - 줄리아 맥로우
- 레베카 홀 (Rebecca Hall) - 사라 보든
- 데이비드 보위 (David Bowie) - 니콜라 테슬라
- 앤디 서키스 (Andy Serkis) - 앨리

## 같이 보기
- 테세우스의 배